# 라울 데 토마스
라울 데 토마스 고메스(스페인어: Raúl de Tomás Gómez, 1994년 10월 17일 ~ )는 스페인의 축구 선수이다. 현재 카타르 스타스 리그의 알와크라에서 뛰고 있다.